# Rue Sébastien-Mercier
Pour les articles homonymes, voir Sébastien Mercier et Mercier.
La rue Sébastien-Mercier est une voie du 15e arrondissement de Paris, en France.

## Situation et accès
La rue Sébastien-Mercier est une voie publique située dans le 15e arrondissement de Paris. Elle débute au 9, rue Balard et se termine au 142-146, rue Saint-Charles.
Elle possède un accès au square Paul-Gilot.

## Origine du nom
Elle porte le nom du littérateur français Louis-Sébastien Mercier (1740-1814). 

## Historique
Cette rue est ouverte en 1868 à partir de la rue Saint-Charles sous le nom d'« impasse Alphonse », correspondant au prénom du lotisseur Letellier.
Cette impasse prit le nom de « rue Sébastien-Mercier » le 24 juin 1907 et fut progressivement prolongée jusqu'au quai de Javel en 1935.
Lors de l'aménagement de la ZAC Citroën-Cévennes, la partie située entre la rue Balard et le quai André-Citroën est supprimée en 1988. L'emplacement libéré permettra la création d'une partie du jardin des Mères-et-Grands-Mères-de-la-Place-de-Mai.